# فرناندو مارتينيز (لاعب كرة قدم)
فرناندو مارتينيز (بالإسبانية: Fernando Martínez) (8 يونيو 1977 ببويرتو أورداز في فنزويلا - ) هو مدرب كرة قدم ولاعب كرة قدم فنزويلي في مركز الهجوم. شارك مع منتخب فنزويلا لكرة القدم. أما مع النوادي، فقد لعب مع أورالان إليستا وديبورتيفو تاشيرا ومينيروس دو غويانا ونادي كاراكاس ونادي كارابوبو وLlaneros Escuela de Fútbol ‏ وTrujillanos F.C. ‏ وMinervén S.C. ‏ وUD Los Llanos de Aridane ‏ وإستوديانتس دي ماردة ‏.

## وصلات خارجية
- فرناندو مارتينيز على موقع إي إس بي إن إف سي (الإنجليزية)
- فرناندو مارتينيز على موقع قاعدة بيانات كرة القدم.إي يو (الإنجليزية)
- فرناندو مارتينيز على موقع ناشيونال فوتبول تيمز (الإنجليزية)